# Перлов, Евгений Петрович
Евгений Петрович Перлов (12 декабря 1934, Энгельс) — оперный певец (баритон), актёр, педагог, солист ансамбля песни и пляски Краснознамённого Северо-Западного пограничного округа КГБ СССР, заслуженный артист РСФСР (1989).

## Биография
Родился 12 декабря 1934 года.
Окончил Ленинградскую консерваторию в 1963 году в классе профессора А. Н. Ульянова, ученика выдающегося преподавателя вокала конца XIX века Камилло Эверарди.
В 1963—1969 годах — ведущий солист Донецкого театра оперы и балета.
В 1969—1974 годах был солистом ансамбля песни и пляски Советской Армии в Магдебурге, в 1974—1989 годах — ансамбля Ленинградского ВО.
В 1989—1991 годах — солист Ленинградской филармонии и преподаватель вокального факультета Государственного педагогического университета им. А. И. Герцена.
В 2016 году переехал в город Армавир. Преподает вокал, дает сольные концерты и участвует в церковном хоре.

### Семья
Был дважды женат. Имеет детей от обоих браков.

## Роли в театре
- Троекуров (Э. Направник, «Дубровский»)
- Граф (В. А. Моцарт, «Женитьба Фигаро»)
- Валентин (Ш. Гуно, «Фауст»)
- Онегин (П. И. Чайковский, «Евгений Онегин»)
- Жермон (Дж. Верди, «Травиата»)
- Грязной (Н. А. Римский-Корсаков, «Царская невеста»)
- Эскамильо (Ж. Бизе, «Кармен»)
- Риголетто (Дж. Верди, «Риголетто»)